# Autostrada A19
Die Autostrada A19 (italienisch für ‚Autobahn A19‘) ist eine italienische Autobahn in Sizilien, die von Palermo nach Catania führt. Sie ist 191,6 km lang und vollständig mautfrei. Der erste Abschnitt der Autobahn zwischen Palermo und Buonfornello wurde 1970 eröffnet, der Rest der Strecke zwischen Buonfornello und Catania wurde 1975 für den Verkehr freigegeben. Dieser Streckenabschnitt ist auch unter den Europastraßen E90 und E932 klassifiziert. Verwaltet wird die Autobahn von der ANAS.

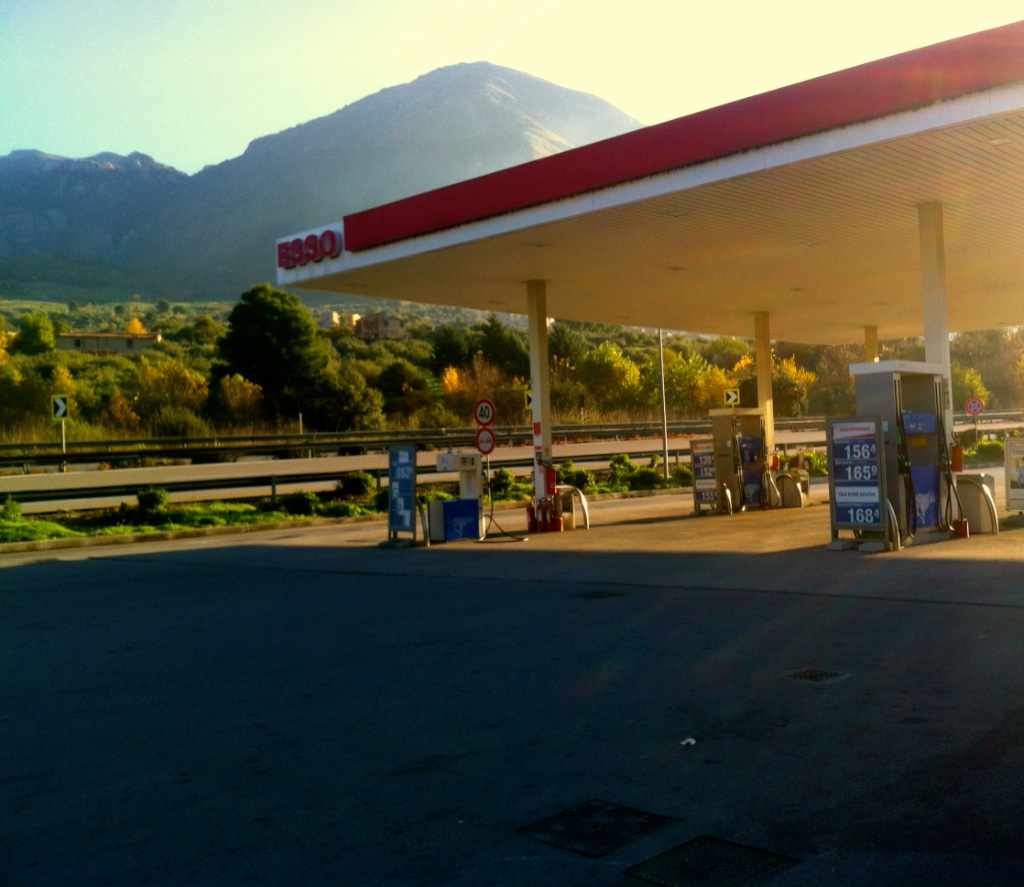
Die Raststätte Scillato

Die Autobahn hat Anschluss zur A20 (Palermo–Messina) und zur A18 (Messina–Catania).
Außerdem hat die A19 eine Zweigstrecke, die A19 dir genannt wird.

## Teilsperrung 2015
Durch einen Erdrutsch am 10. April 2015 wurden tragende Betonpfeiler beschädigt und die Fahrbahn Richtung Catania sackte um mehrere Zentimeter ein. Daraufhin musste die A19 zwischen Ausfahrt Tremonzelli und Scillato vollständig gesperrt werden. Die Fahrzeuge wurden auf die SS120 und SS643 umgeleitet, was einen Zeitverlust von ca. 1 Stunde hervorbrachte. Am 16. November wurde eine 1,5 km lange Zubringerstraße eröffnet, der Zeitverlust beträgt seit diesem Tag ca. 10 Minuten. Inzwischen ist die Fahrspur in nordwestlicher Richtung wieder voll befahrbar.

## Besonderheit

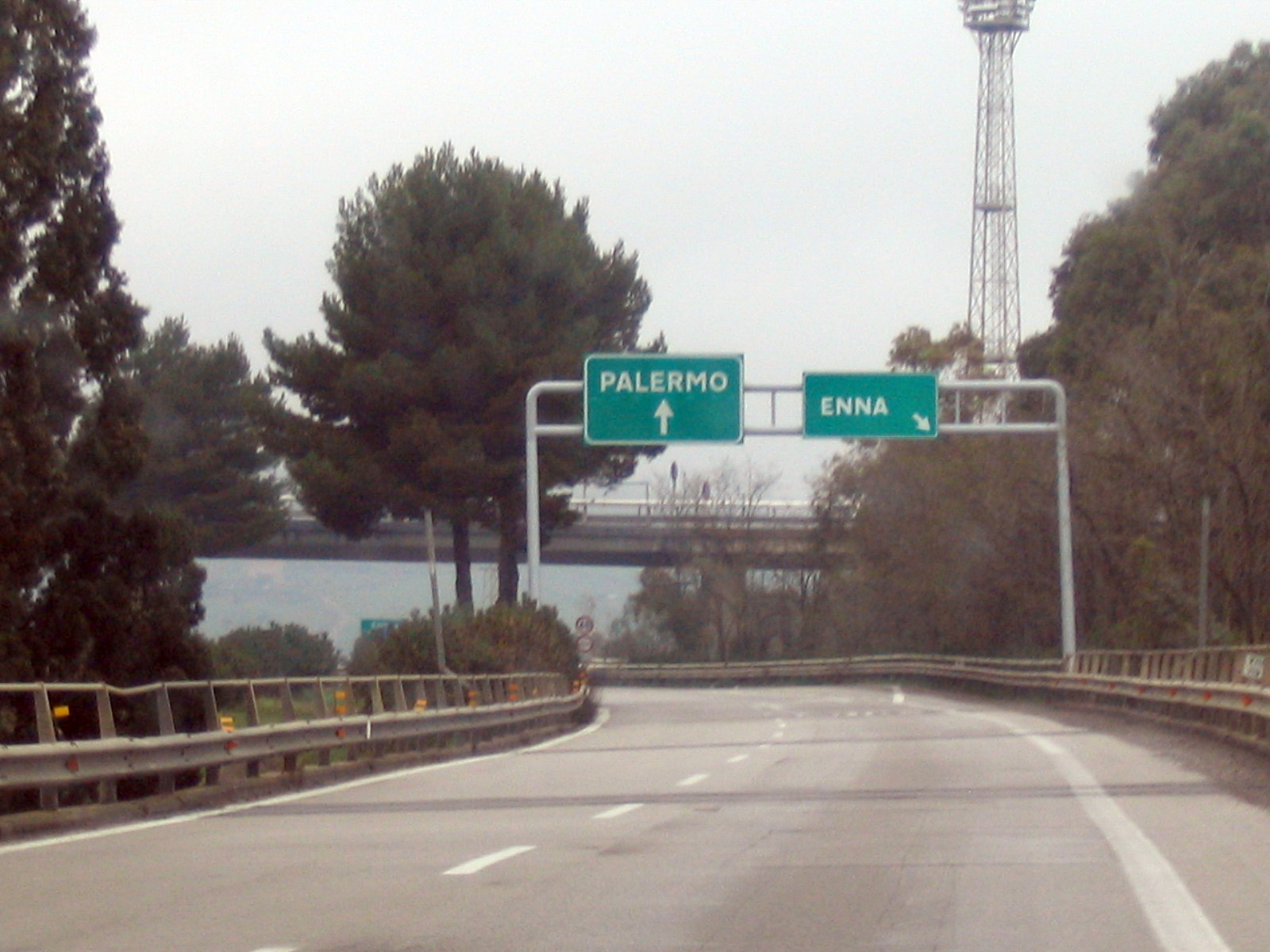
Die Anschlussstelle Enna

Die Anschlussstellen Enna und Caltanissetta sind auf Grund der geografischen Gegebenheit als Viadukt ausgeführt. Dieser gilt als der längste in Sizilien.